# Tsjitsjibabin-reactie
De Tsjitsjibabin-reactie is een organische reactie waarbij een 2-aminopyridine bereid wordt uit reactie van pyridine of een pyridinederivaat met natriumamide in vloeibare ammoniak:
De reactie is een nucleofiele aromatische substitutie.

## Reactiemechanisme
In de eerste stap valt het amide aan op het α-koolstofatoom in de pyridinering, waarbij een gestabiliseerd stikstofanion ontstaat. Daarop volgt de afsplitsing van een hydride, dat vervolgens door het waterstofatoom op de aminogroep geprotoneerd wordt. Hierbij ontstaat waterstofgas, dat het reactiemidden verlaat. Het stikstofanion wordt vervolgens geprotoneerd door water en natriumhydroxide wordt afgesplitst. Via een intramoleculair mechanisme wordt het primair imide (een onstabiele verbinding) omgezet tot de aminegroep.